# Compañía Lucamoros
La compañía Lucamoros (Compagnie Lucamoros) es una compañía de teatro francesa, con sede en Estrasburgo. 

## Historia
Lucamoros es la continuación de la compañía Agustin et Amoros, fundada por Luc Amoros (Oran, 1956) y Michèle Augustin (Estrasburgo, 1956) en Alsacia en 1976. 
Desde entonces, sus producciones mezclan arte dramático, artes visuales y tecnología. El nombre actual del grupo teatral cambió en el año 2009, cuando la compañía tomó definitivamente el nombre de Luc Amoros tras la separación de ambos dramaturgos.
Los primeros espectáculos de la compañía fueron Püberg en 1981, Püberg et la Mégamort en 1984 y Le Tragique destin d’un héros de verre (El trágico destino de un héroe de vidrio) en 1987.  A estas obras siguieron títulos como Sunjata (1989); Le Chant de l’ours (El canto del oso) (1993); Señor Z (1991) y La Bounty (1996); Tristan et Iseult (Tristán e Isolda) y Le Chant d’Essylt (El canto de Essylt) (1998). 
A partir de 1999, la compañía empezó a producir obras donde se trabajan todas las fases de creación de imágenes, incorporando la pintura en vivo a sus espectáculos. Este ciclo, encuadrado bajo el título de "Imágenes fugaces", incluye obras como Monsieur Grant (1999); L’Œil nu (2002); 360° à l’ombre (2002); 361 ° Celsius (2002). A esta serie de propuestas siguió el ciclo de «Papeles arrugados», retomando la exploración del teatro de sombras, con obras como La Nuit où tu m’aimeras (2003), Avant la chute (2004), y Dernières nouvelles de mon ombre (2004).
Las creaciones la compañía Lucamoros han sido calificadas como "rituales poéticos" por el historiador del teatro Naly Gerard. Según la World Encyclopedia of Puppetry Arts, la compañía ofrece "un lenguaje único apoyándose sobre la imagen viva y la música en directo".
Su trabajo está inspirado, en lo formal, en prácticas teatrales como las sombras chinescas, la performance, o el teatro posdramático, y en su filosofía artística en experiencias como el teatro foro o el teatro imagen de Augusto Boal.[cita requerida]
Sus obras, cargadas de contenido social, ofrecen una mirada crítica al mundo. Según la propia compañía, "el objetivo es enfrentar al espectador a una forma de ejercitar los propios recursos creativos, de agudizar el discernimiento y el juicio crítico" y “enfrentarse al poder de las imágenes para adoptar una actitud crítica”.
Actualmente cuentan con el apoyo del Ministère de la Culture et de la communication de Francia para desarrollar sus producciones y giras nacionales e internacionales.

## Componentes
Actualmente la Compagnie Lucamoros está dirigida por la actriz Brigitte González y el propio Luc Amoros, experto en el teatro de sombras y teórico del teatro de marionetas y títeres. En sus espectáculos recurren a diferentes actores y actrices, variando también de equipo creativo. 
Algunos nombres que han pasado por los trabajos de la compañía son Mathieu Desanlis, Alexis Thepot, Vincent Frossard, Léa Noygues, Macha Selbach, Marie Minari, Gilbert Meyer, Anne Amoros, Michèle Augustin, Richard Harmelle, Jean-Pierre Schall, Brigitte González, Pierre Biebuyck, etc.

## Obras y espectáculos
En 1992 estrenó la obra "Le Senor Z" en el Battersea Arts Center, en Londres (Inglaterra). La obra revisita el mundo del cine mudo desde el prisma del living theatre. 
El crítico teatral Tom Bushe definió el espectáculo como "un pastiche del género cinematográfico que crea una identidad muy surrealista".
En 2022 estrenó "Vamos, un selfie" (Vite, un selfie, en francés),  espectáculo sin palabras, dominado por la pintura en vivo y la música, y donde se usan elementos auxiliares como el vídeo, con puesta en escena y producción de Brigitte Gonzalez, imágenes de Luc Amoros y música de Alexis Thépot y que se ha exhibido por diferentes lugares de Europa.